# 동반작가
동반작가(同伴作家)는 일제강점기에 정식 카프의 맹원(盟員)은 아니지만, 프로문학에 대한 동정적 이해에서 경향적인 이론과 작품을 발표한 작가들을 가리킨다.

## 배경
1925년부터 1930년대 초까지는 프로문학이 문단을 주도했던 시기인 만큼, 이 기간에 등장한 시인들은 당시 사정으로 보아 대체로 경향적인 색채를 띠게 되었다. 동반작가가 나온 것도 당시 문단의 주도권을 잡았던 프로문학의 세력과 여파, 즉 그러한 시대적 배경 속에서 이해된다.
동반자(同伴者)란 말은 본래 러시아 문학에서 온 명칭으로, 10월 혁명의 의의를 승인하고 혁명적인 프롤레타리아 작가와 동조한 초기의 경향을 말한다. 러시아적인 개념으로 볼 때 동반작가는 혁명을 자연현상으로 보고 볼셰비키 당의 지도적 사명을 인식하지 못한 작가이며, 개인주의적 경향으로 항상 인텔리를 등장시킨다는 것이다.

## 대표 작가
프로문학 전성기를 통해 경향적 작품을 쓴 대표적 동반작가로는 유진오와 이효석이 있다. 유진오는 〈갑수의 연애(戀愛)〉와 〈빌딩과 여명(黎明)〉, 〈여직공(女職工)〉으로 문단에 등장하여 동반작가로서 뚜렷한 작품활동을 했다. 그 뒤 프로문학이 기울어질 무렵 지식인의 양심과 고민을 그린 〈김강사와 Ｔ교수〉를 발표했고, 후기에 많은 가작인 〈가을〉, 〈창랑정기(滄浪亭記)〉, 1938년 장편 〈화상보(華想譜)〉 등을 창작했다. 이효석은 1928년 〈도시와 유령(幽靈)〉, 〈북국 사신(北國私信)〉, 〈노령 근해(露嶺近海)〉 등 관념적인 경향의 작품을 발표했다. 그 뒤 〈돈(豚)〉, 〈산〉, 〈들〉, 〈분녀(粉女)〉 등을 통해 과거의 경향성을 버리고 자연에 대한 예찬과 본능적인 감각의 세계로 새출발을 했고, 이어서 〈화분(花粉)〉, 〈메밀꽃 필 무렵〉 등 우수한 작품을 남겼다.
이 두 작가 외에 일종의 동반자적 입장에서 작품활동을 한 사람들이 많았는데, 엄흥섭(嚴興燮)·채만식·한인택(韓仁澤)·박화성 등은 1930년대를 전후해서 이러한 경향을 나타낸 작가들이다. 엄흥섭은 카프와 접근하여 활동한 작가로서 초기의 〈흘러간 마을〉(1925)에서는 동반적인 입장에서 청신한 작풍을 나타냈고, 그의 대표작인 〈번견탈출기(番犬脫出記)〉(1935)를 발표하여 평판을 얻었다. 장편 〈선풍시대(旋風時代)〉(1931)로 등장한 한인택도 경향적인 작품에 치중했다. 1925년 단편 〈세길로〉로 《조선문단》에 추천, 문단에 등장한 채만식은 1933년까지 〈사라지는 그림자〉. 〈하물자동차(荷物自動車)〉, 〈레디메이드 인생〉, 〈인텔리와 빈대떡〉 등 프로문학의 동반자적·풍자적인 작품을 발표했다. 박화성은 카프와는 직접 관련은 없지만 1925년 〈추석전야(秋夕前夜)〉를 《조선문단》에 발표할 때부터 그 주제가 신경향파에 속하는 것이었다. 그 뒤 〈하수도 공사(下水道工事)〉와 함께 연작으로 평판 있는 〈불가사리〉, 〈고향없는 사람들〉, 〈한귀(旱鬼)〉, 〈홍수전후(洪水前後)〉 등은 모두 현실을 대담하게 비판한 경향적인 역작들이다.